# NGC 3901
NGC 3901 في الفهرس العام الجديد، هي مجرة، تقع في كوكبة الزرافة. اكتشفت في 2 أبريل 1801 بواسطة ويليام هيرشل.

## روابط خارجية
- NGC 3901 على موقع ويكي سكاي: DSS2, SDSS, GALEX, IRAS, Hydrogen α, X-Ray, Astrophoto, Sky Map, Articles and images